# Експодонбас

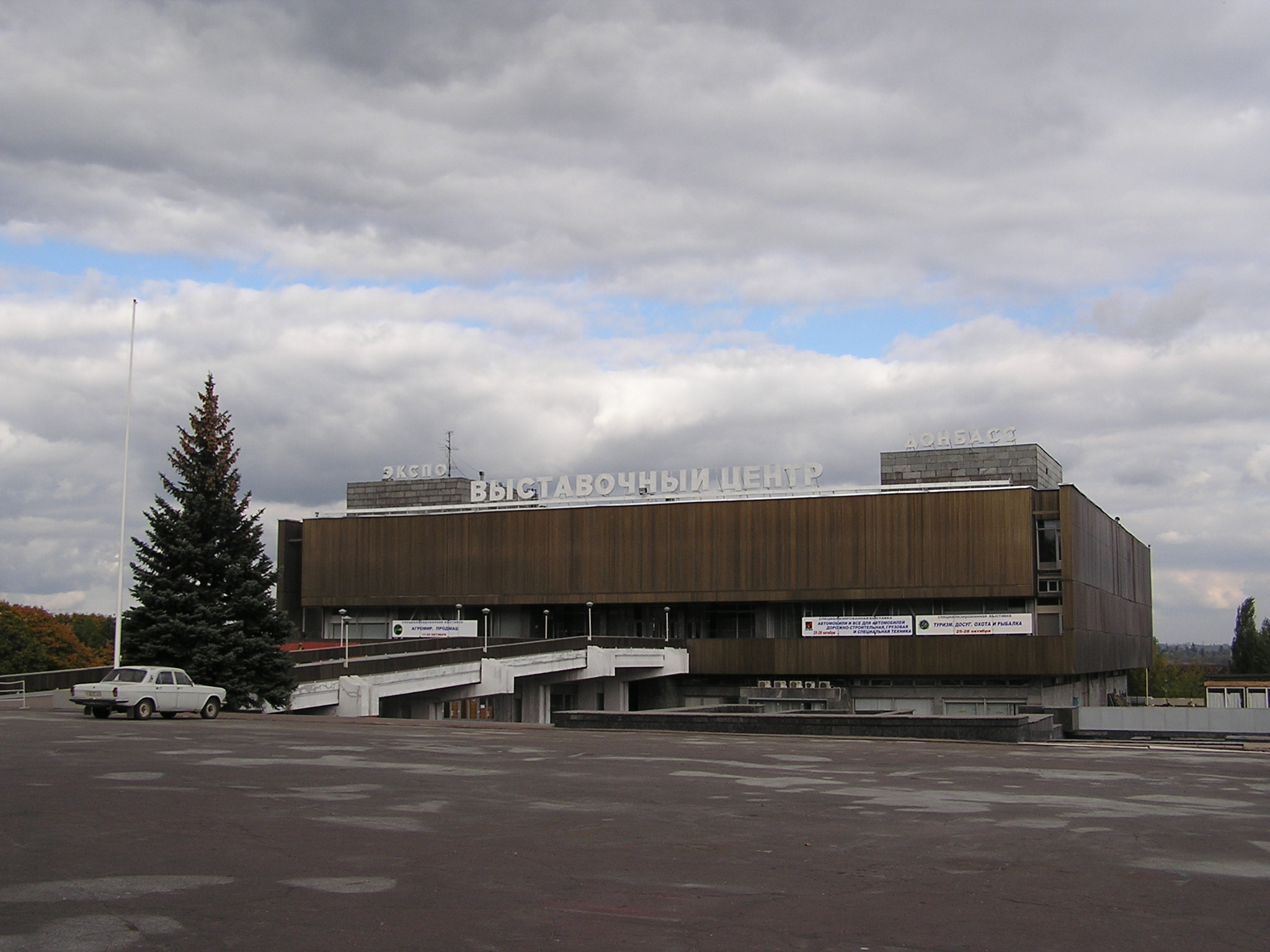
«Експодонбас»

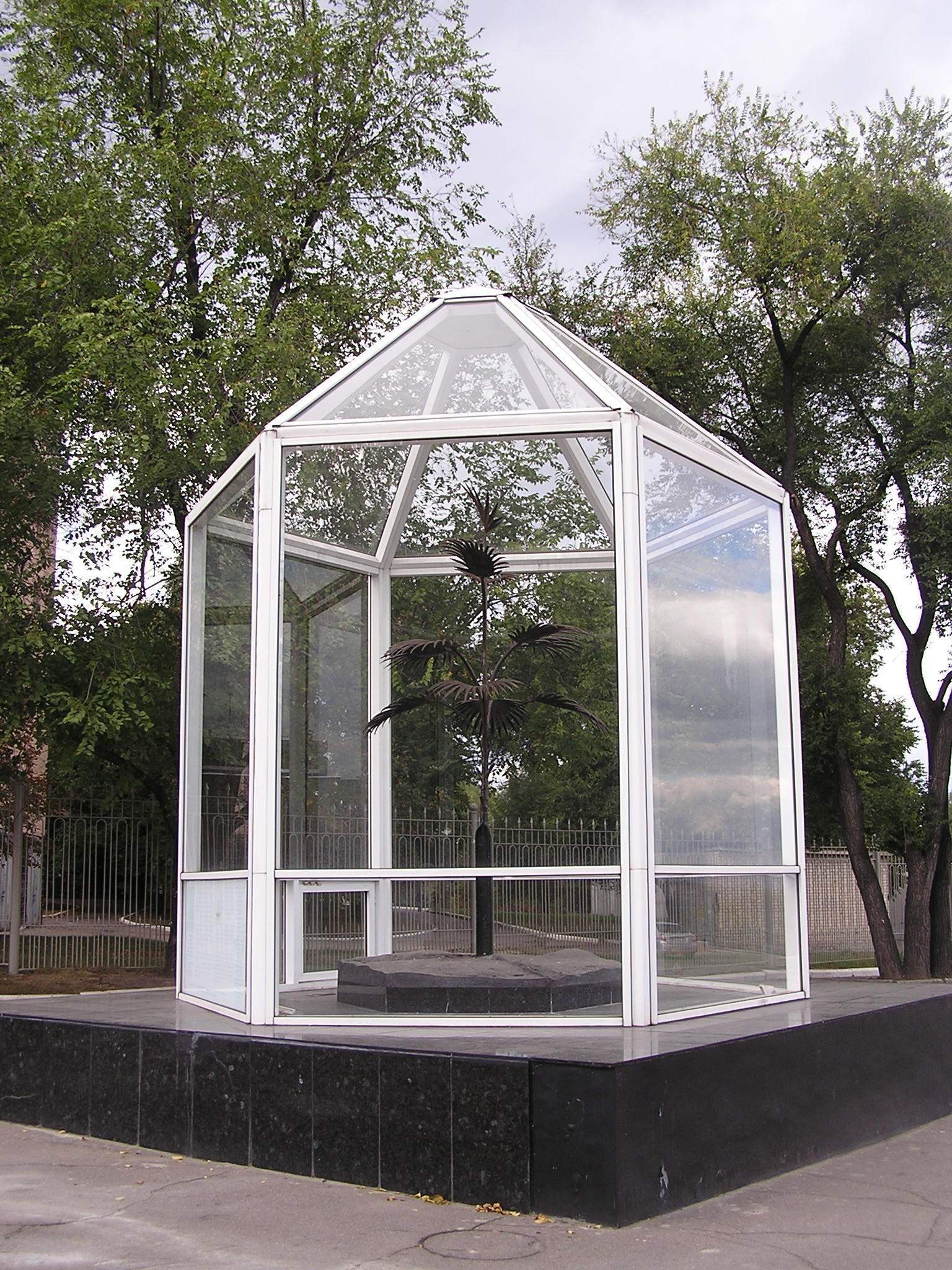
Копія Пальми Мерцалова на подвір'ї «Експодонбаса»

48°01′32″ пн. ш. 37°48′25″ сх. д. / 48.0255° пн. ш. 37.807° сх. д.
«Експодонбас» (рос. Эксподонбасс) — спеціалізований виставковий центр, один з найбільших виставкових центрів в Україні і найбільший у Східній Україні. Розташований у Київському районі міста Донецька.

## Характеристика будівлі
Виставковий центр «Експодонбас» побудований для проведення міжнародної спеціалізованої виставки «Вугілля-83», після якої у виставковому центрі почали проводитися тематичні виставки. Щорічно в «Експодонбас» проводиться до 20-30 виставок, у тому числі міжнародних.
Міжнародна вугільна конференція «Вугілля/Майнінг», яка проходила в «Експодонбас» була нагороджена знаком Міжнародного союзу виставок і ярмарків, а також Знаком Союзу міжнародних виставок.
Виставковий центр має 32 000 м² виставкових площ, 18 000 м² з яких — закриті. Виставкові зали розміщені на трьох рівнях. Павільйон спроектований таким чином, що допускається одночасне проведення кількох різних виставок.
Перший поверх «Експодонбас» містить два зали: «зелений» і «жовтий». Площа залів складає по 600 м². Другий поверх «Експодонбас» головний виставковий зал, площа якого становить 2400 м². Виставкова площа третього поверху — 1700 м². Площа відкритих майданчиків складає — 13 500 м².
Висота залів на першому поверсі — 4 метри, на другому — 11 метрів, на третьому — 3 метри. Зали першого та другого поверхів розраховані на загальне навантаження на підлогу до 3 т/м², а третього — 1 т/м².

## Копія Пальми Мерцалова
12 вересня 1999 року на території виставкового центру «Експодонбас» встановлена точна копія пальми Мерцалова роботи Сергія Каспрука. Планувалося, що ця копія стане одним з експонатів створюваного в Донецьку національного музею історії промисловості України, але в наш час[коли?] музей так і не створено. Ця копія зберігається накритою скляним ковпаком.